# Coo yuu

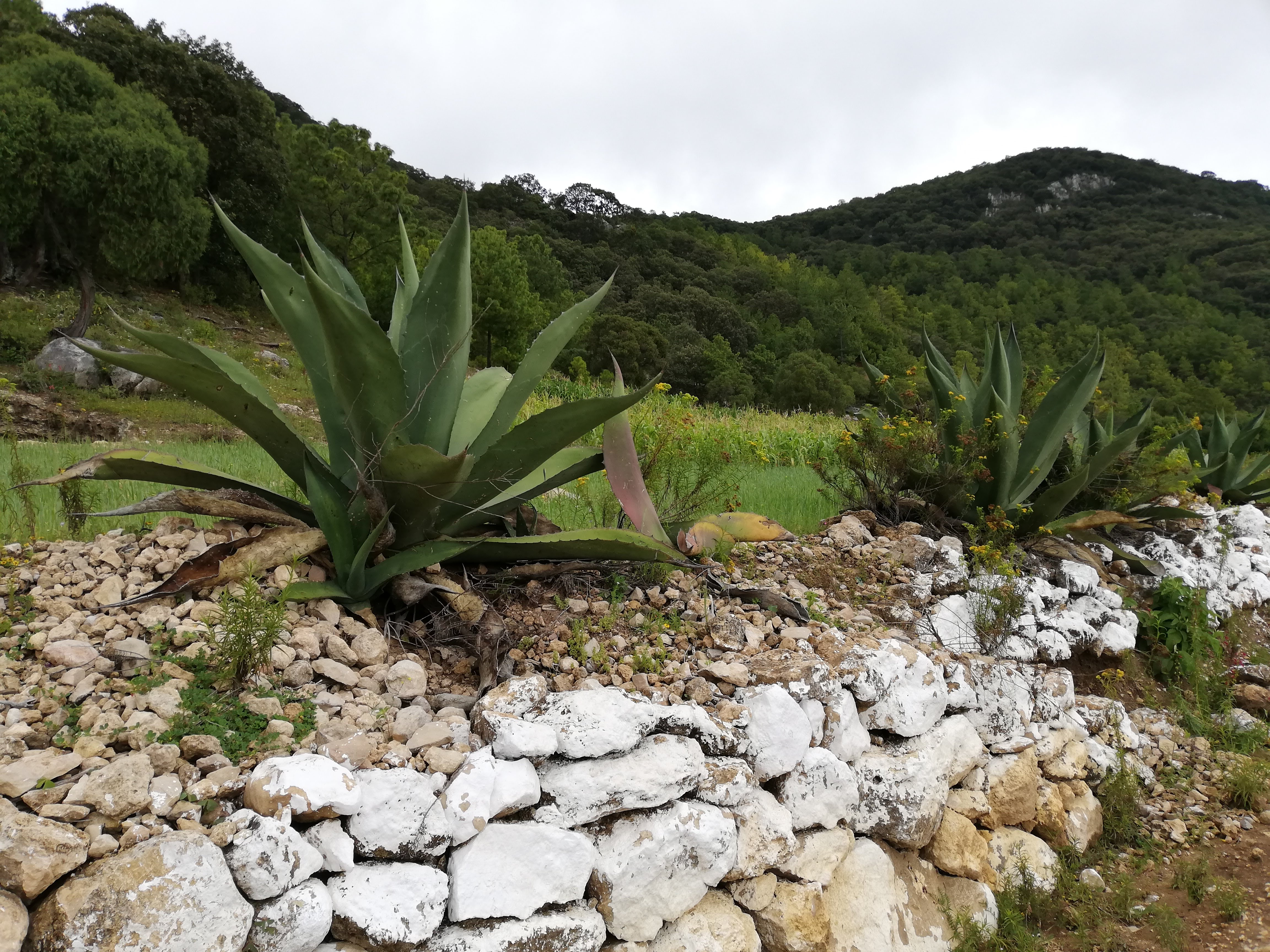

Coo yuu es un término mixteco para denominar las terrazas. Literalmente puede traducirse como lama-bordo. El desarrollo de esta tecnología en La Mixteca obedece a la escasez de tierras planas, aptas para el cultivo o para la vivienda. Para la formación de un coo yuu se construía un dique de mampostería o de piedras apiladas en la falda de un cerro. Estos diques permitían recuperar el suelo arrastrado por la erosión para formar espacios planos que sirvieron para cultivar o para la construcción. Los coo yuu requerían un mantenimiento constante para conservar la calidad del suelo agrícola. El sistema se conserva en la actualidad en varios sitios de La Mixteca, como el valle de Nochixtlán.

Las y los campesinos del Valle de Nochixtlán han cultivado el maguey por generaciones. Una forma de hacerlo es en estas terrazas. Entre cada terraza se suele cultivar maíz y frijol en un sistema de rotación de cultivos.